# Frank Crudele
Frank Crudele (Bari, 27 ottobre 1954) è un attore italiano.

## Biografia
Nato a Bari da genitori canadesi di origini italiane, è attore di cinema, teatro e fiction. Ha recitato in vari lavori televisivi, tra cui Un medico in famiglia, La leggenda di Al, John e Jack, Ho sposato un calciatore, Gente di mare e Gente di mare 2. 
Ha lavorato in lingua inglese, francese e spagnola.

## Filmografia

### Cinema
- La famiglia Buonanotte, regia di Carlo Liconte (1989)
- La sarrasine, regia di Paul Tana (1992)
- The Swordsman, regia di Michael Kennedy (1992)
- Vita da cane, regia di Carlo Liconte (1992)
- Cercasi superstar (Life with Mikey), regia di James Lapine (1993)
- Boozecam, regia di Nicholas Campbell (1994)
- Gladiator Cop, regia di Nick Rotundo (1995)
- Dentro il sospetto (Suspicious Agenda), regia di Clay Borris (1995)
- Wounded, regia di Richard Martin (1997)
- La Deroute, regia di Paul Tana (1998)
- Boy Meets Girl, regia di Jerry Ciccoritti (1998)
- Running Home, regia di Marc F. Voizard (1999)
- The Life Before This, regia di Jerry Ciccoritti (1999)
- Vendetta, regia di Nicholas Meyer (1999)
- Chasing Cain, regia di Jerry Ciccoritti (2001)
- La leggenda di Al, John e Jack, regia di Aldo, Giovanni e Giacomo e Massimo Venier (2002)
- My Name Is Tanino, regia di Paolo Virzì (2002)
- Il miracolo, regia di Edoardo Winspeare (2003)
- Saint Ralph, regia di Michael McGowan (2004)
- Cobardes, regia di Jose´Corbacho e Juan Cruz (2008)
- La vita è una cosa meravigliosa, regia di Carlo Vanzina (2010)
- Águila Roja: la película, regia di José Ramón Ayerra (2011)
- Missione di pace, regia di Francesco Lagi (2011)
- Tutti i santi giorni, regia di Paolo Virzì (2012)
- Something Good, regia di Luca Barbareschi (2013)
- Step Up: All In (Step Up: All In), regia di Trish Sie (2013)

### Televisione
- Canada's Sweetheart: The Saga of Hal C. Banks - serie TV , 1 episodio (1985)
- Venerdì 13 - serie TV, 1 episodio (1988)
- The Kids in the Hall - serie TV, 1 episodio (1988)
- La guerra dei mondi - serie TV, 1 episodio (1989)
- Maniac Mansion - serie TV, 1 episodio (1991)
- Las chicas hoy de dia - serie TV, 1 episodio (1991)
- Secret Service - serie TV, 1 episodio (1992)
- Gangsters, regia di George Mendeluk (1992)
- The Hat Squad - serie TV, 1 episodio (1993)
- Trial & Error, regia di Mark Sobel - film TV (1993)
- Highlander - serie TV, 1 episodio (1993)
- Il commissario Scali (The Commish) - serie TV, 1 episodio (1993)
- Top Cops - serie TV, 1 episodio (1993)
- Seasons of the Heart, regia di Lee Grant - film TV (1994)
- A Dream Is A Wish Your Heart Makes: The Annette Funicello Story, regia di Bill Corcoran - film TV (1995)
- Una figlia contro (Fighting for My Daughter), regia di Peter Levin - film TV (1995)
- TekWar - serie TV, 1 episodio (1995)
- Gotti, regia di Robert Harmon - film TV (1996)
- Promise the Moon, regia di Ken Jubenvill - film TV (1997)
- The Don's Analyst, regia di David Jablin - film TV (1997)
- La verità sepolta (While My Pretty One Sleeps), regia di Jorge Montesi - film TV (1997)
- Blackjack, regia di John Woo - film TV (1998)
- Due South - Due poliziotti a Chicago (Due South) - serie TV, 1 episodio (1998)
- Giving Up the Ghost, regia di Claudia Weill - film TV (1998)
- Valentine's Day, regia di Duane Clark - film TV (1998)
- Bonanno: A Godfather's Story, regia di Michel Poulette - miniserie TV (1999)
- Spenser: Small Vices, regia di Robert Markowitz - film TV (1999)
- Vendetta, regia di Nicholas Meyer - film TV (1999)
- Relic Hunter – serie TV, episodio 2x07 (2000)
- Come l'America, regia di Andrea Frazzi e Antonio Frazzi - miniserie TV (2001)
- The Roman Spring of Mrs. Stone (The Roman Spring of Mrs. Stone), regia di Robert Allan Ackerman - film TV (2003)
- Un posto tranquillo, regia di Tiziana Aristarco - serie TV (2003-2005)
- Un medico in famiglia - serie TV, 1 episodio (2003)
- Ferrari, regia di Carlo Carlei - miniserie TV (2003)
- Doc (Doc) - serie TV, 1 episodio (2004)
- La terra del ritorno (Lives of the Saints), regia di Jerry Ciccoritti - miniserie TV (2004)
- Gente di mare - serie TV, 38 episodi (2005-2007)
- Ho sposato un calciatore, regia di Stefano Sollima - miniserie TV (2005)
- L'ispettore Coliandro, regia di Manetti Bros. - serie TV, 1 episodio (2006)
- Fuga con Marlene, regia di Alfredo Peyretti - film TV (2007)
- Pane e libertà, regia di Alberto Negrin - miniserie TV (2009)
- So che ritornerai, regia di Eros Puglielli - film TV (2009)
- Boardwalk Empire - L'impero del crimine (Boardwalk Empire) - serie TV, 2 episodi (2010)
- Cenerentola, regia di Christian Duguay - miniserie TV (2011)
- Tutta la musica del cuore, regia di Ambrogio Lo Giudice - miniserie TV (2013)
- Águila Roja - serie TV, episodio 5x10 (2013)
- Velvet - serie TV, 9 episodi (2015)
- Zero - serie TV, 6 episodi (2021)
- I delitti del Barlume - serie TV, episodio 9x01 (2022)
- Che Todd ci aiuti (So Help Me Todd) - serie TV, episodio 1x03 (2022)
- Monarch: Legacy of Monsters - serie TV, episodio 1x09 (2024)
- Lockerbie - Attentato sul volo Pan Am 103 (Lockerbie: A Search For Truth), regia di Otto Bathurst e Jim Loach – miniserie TV, puntate 1-2 (2025)
- Allegiance – serie TV, episodio 2x03 (2025)